# Austrorossia mastigophora
Austrorossia mastigophora är en bläckfiskart som först beskrevs av Chun 1915.  Austrorossia mastigophora ingår i släktet Austrorossia och familjen Sepiolidae. IUCN kategoriserar arten globalt som livskraftig. Inga underarter finns listade i Catalogue of Life.

## Bildgalleri

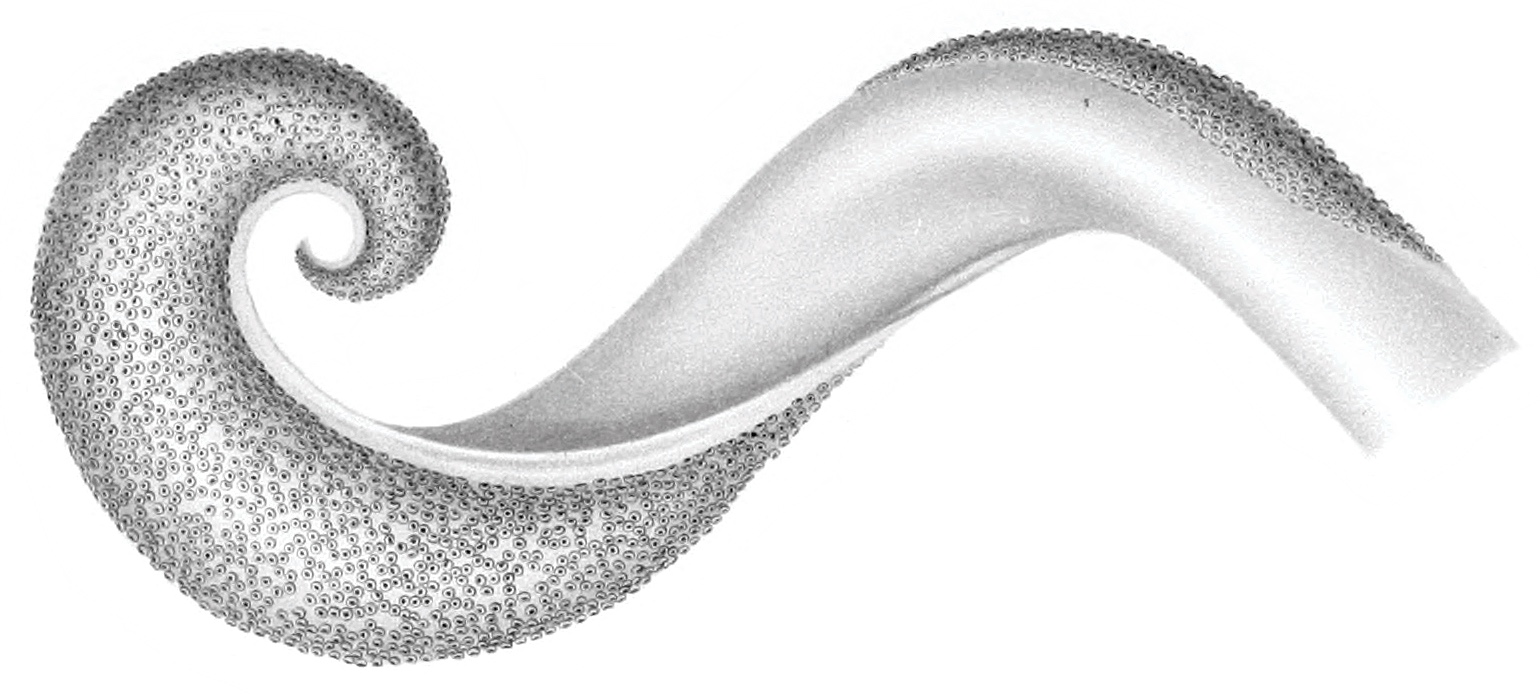
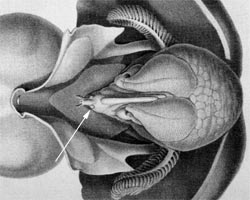